# Gamma Microscopii
Gamma Microscopii (γ Microscopii, γ Mic) ist der hellste Stern im südlichen Sternbild Mikroskop. Er hat eine scheinbare Helligkeit von 4,68 welche zu schwach ist um ihn am städtischen Nachthimmel sehen zu können. Nach im Dezember 2020 veröffentlichten Auswertungen der Messergebnisse der Raumsonde Gaia ist er etwa 250 Lichtjahre von der Erde entfernt.
Basierend auf seiner Spektralklasse von G6III ist es ein Riesenstern. In seinem Kern findet eine Helium-Fusion statt, was ihn als "Roter Klumpenstern" klassifiziert. Seine Metallizität, also der Anteil anderer Elemente als Wasserstoff und Helium, ist jedoch ungewöhnlich gering für einen Stern dieser Klasse. Die effektive Temperatur seiner äußeren Hülle beträgt etwa 5050 Kelvin was ihm die für G-Sterne typische gelbe Lichtfarbe gibt.
Im galaktischen Koordinatensystem hat dieser Stern eine Bewegung von [U, V, W] = [+13.75, +3.47, –10.50] km/s. Die Pekuliargeschwindigkeit relativ zu seinen Nachbarsternen ist 1,2 km/s, daher wird er als Mitglied der Ursa-Major-Bewegungsgruppe gelistet. Rückwärtsrechnungen haben ergeben, dass Gamma Microscopii vor etwa 3,8 Millionen Jahren das Sonnensystem in einer Entfernung von etwa 6 Lichtjahren passiert hat. Er müsste damals eine scheinbare Helligkeit von -3 mag gehabt haben und wäre dann heller als heute Sirius gewesen.
Gamma Microscopii hat einen nur 13,7m hellen optischen Begleiter CCDM J21013-3215B, der im Jahr 2015 in einer Winkeldistanz von 26,8 Bogensekunden von ihm entfernt stand. Dieser ist nicht gravitativ an Gamma Microscopii gebunden, sondern circa 2130 Lichtjahre – also wesentlich weiter – von der Erde entfernt.
Die Bayer-Bezeichnung Gamma Microscopii wurde nicht von Bayer selbst für den Stern eingeführt. Vielmehr hatte dieser zuerst die Flamsteed-Bezeichnung 1 Piscis Austrini erhalten, ehe Lacaille 1756 das Sternbild Mikroskop erfand.